# Regine Anthonessen
Regine Leenborg Anthonessen (* 3. Oktober 1995 in Oslo) ist eine norwegische Schauspielerin und Handballspielerin.

## Leben
Anthonessen begann als Schauspielerin im Kindesalter bei Amateur-Theateraufführungen im Osloer Stadtviertel Hasle aufzutreten. Des Weiteren wirkte sie in einem Werbefilm für den norwegischen Fernsehsender NRK Super mit. Ihre größte Bekanntheit erreichte sie durch ihre Rolle als «Ingrid», der Freundin von Valborg und Benny Fransen in der norwegischen Olsenbanden Junior-Filmreihe in den Filmen Olsenbanden jr. Det sorte gullet im Jahr 2009 sowie 2010 in Olsenbanden jr. Mestertyvens skatt mit. 2012 wirkte Anthonessen in einer Fernsehwerbung für McDonald’s mit. Ebenfalls tritt sie im norwegischen Fernsehen als Sportkommentatorin und Ansagerin auf.
Ebenfalls in jungen Jahren begann sie frühzeitig in norwegischen Kinder- und Jugendligen Handball zu spielen. Anthonessen stieß so unterem zum Profiklub Vålerenga Håndball und anschließend wechselte sie zum Nordstrand IF. Von 2014 bis 2015 war sie als Handballspielerin beim Stabæk Håndball der Handballsparte des Stabæk IF, der in der höchsten norwegischen Spielklasse, der Eliteserien bzw. Grundigligaen der Frauen spielt.
Anthonessen studierte Journalistik an der Hochschule Oslo und Akershus und wohnt in Oslo.

## Filmografie
- 2009: Olsenbanden jr. Det sorte gullet
- 2010: Olsenbanden jr. Mestertyvens skatt